# Таппан (Нью-Йорк)
Таппан (англ. Tappan) — переписна місцевість (CDP) в США, в окрузі Рокленд штату Нью-Йорк. Населення — 6673 особи (2020).

## Географія
Таппан розташований за координатами 41°1′32″ пн. ш. 73°57′5″ зх. д. / 41.02556° пн. ш. 73.95139° зх. д. (41.025541, -73.951396).  За даними Бюро перепису населення США в 2010 році переписна місцевість мала площу 7,19 км², з яких 7,18 км² — суходіл та 0,02 км² — водойми.

## Демографія
Згідно з переписом 2010 року, у переписній місцевості мешкало 6613 осіб у 2258 домогосподарствах у складі 1820 родин. Густота населення становила 919 осіб/км².  Було 2308 помешкань (321/км²).
Расовий склад населення:
| - 79,0 % — білих - 14,3 % — азіатів - 1,5 % — чорних або афроамериканців - 0,1 % — корінних американців - 2,9 % — осіб інших рас |

До двох чи більше рас належало 2,2 %. Частка іспаномовних становила 9,3 % від усіх жителів.
За віковим діапазоном населення розподілялося таким чином: 24,6 % — особи молодші 18 років, 57,1 % — особи у віці 18—64 років, 18,3 % — особи у віці 65 років та старші. Медіана віку мешканця становила 44,1 року. На 100 осіб жіночої статі у переписній місцевості припадало 95,4 чоловіків;  на 100 жінок у віці від 18 років та старших — 93,9 чоловіків також старших 18 років.
Середній дохід на одне домашнє господарство  становив 145 586 доларів США (медіана — 117 059), а середній дохід на одну сім'ю — 155 629 доларів (медіана — 125 417). Медіана доходів становила 91 528 доларів для чоловіків та 74 531 долар для жінок. За межею бідності перебувало 1,4 % осіб, у тому числі 0,8 % дітей у віці до 18 років та 1,9 % осіб у віці 65 років та старших.
Цивільне працевлаштоване населення становило 3360 осіб. Основні галузі зайнятості: освіта, охорона здоров'я та соціальна допомога — 29,2 %, мистецтво, розваги та відпочинок — 12,5 %, науковці, спеціалісти, менеджери — 10,6 %.